# Vladimir Hütt
Pour les articles homonymes, voir Hutt.
Vladimir Hütt (russe : Владимир Платонович Хютт, Vladimir Platonivich Khyutt, né le 18 avril 1936 à Leningrad et mort le 4 juin 1997, est un philosophe estonien

## Biographie
Né à Leningrad en URSS, il déménage en Estonie après l'annexion de l'Estonie par l'URSS. Hütt, physicien de formation, traite essentiellement de la philosophie de la physique, de la vision scientifique du monde et de la théorie de la connaissance. 
Son travail suit la ligne marxiste de pensée officielle de l'URSS. La plupart des travaux de Hütt sont publiés en russe. En 1979 Hütt publie un aperçu monographique intitulé Philosophical Problems of Physics in Soviet Estonia in 30 Years 1948–1978, dans lequel il expose ses idées philosophiques à propos de la complémentarité et de l'objectivité dans la connaissance physique. Au cours des années 1980, il travaille à l'Institut d'Obninsk de génie nucléaire (en) où il occupe la chaire de science sociale et de philosophie. 
Durant l'ère de la perestroïka, il demeure un communiste convaincu et soutient l'Intermovement (en) pro-soviétique après sa fondation à la fin des années 1980.

## Publications
- Filosofskie voprosy fiziki v sovetskoj Estonii za 30 let (1948-1978), publié par AN ESSR, 1979 (questions de philosophie de la physique en Estonie soviétique durant 30 ans (1948–1978)')
- Abiks õpetajale-propagandistile (Teacher's propaganda guide), Eesti NSV Õpetajate Täiendusinstituut, publié par Eesti NSV Haridusministeerium, 1984
- Рецепция философии М. Хайдеггера в Эстонии : проблемно-аналитический обзор. Москва : ИНИОН, 1991 (sur la réception de la philosophie de Heidegger en Estonie)